# Чијес д'Алпаго
Чијес д'Алпаго (итал. Chies d'Alpago) је насеље у Италији у округу Белуно, региону Венето.
Према процени из 2011. у насељу је живело 82 становника. Насеље се налази на надморској висини од 558 м.

## Становништво
Према резултатима пописа становништва 2011. у општини је живело 1.411 становника.
| 1936. | 1951. | 1961. | 1971. | 1981. | 1991. | 2001. | 2011. |
| ----- | ----- | ----- | ----- | ----- | ----- | ----- | ----- |
| 2.038 | 2.266 | 2.245 | 1.955 | 1.803 | 1.631 | 1.570 | 1.411 |